# Marco Antonio Re
Marco Antonio Re (Sassari, 13 luglio 2000) è un cestista italiano.

## Palmarès
- Supercoppa italiana: 1

Sassari: 2019
- FIBA Europe Cup: 1

Sassari: 2018-2019